# Партия гражданской солидарности (Азербайджан)
Партия гражданской солидарности (ПГС) (азерб. Vətəndaş Həmrəyliyi Partiyası) — политическая партия Азербайджана, создана 26 сентября 1992 года. Численность партии — 20 000 членов. Председатель — Сабир Рустамханлы.

## О партии
Партия гражданской солидарности является одной из ведущих политических сил Азербайджана. Партия была создана 26 сентября 1992 года (официально зарегистрирована 3 ноября 1992 года) поэтом и общественным деятелем республики Сабиром Рустамханлы.
По состоянию на 2020 год насчитывает около 20 тысяч членов. Наибольшей популярностью пользуется в южных районах Азербайджана, где родился и зарекомендовал себя как активный участник национально-демократического движения её основатель.
Согласно уставу политической партии, её основной целью является объединение граждан Азербайджана вне зависимости от национального, расового, религиозного или социального происхождения для защиты независимого, демократического, светского, правового государства и развития свободного гражданского общества .
В своей деятельности члены партии стремятся способствовать национальному единению и солидарности, верховенству права и справедливости, поддерживать национальную культуру и прогрессивные ценности, укреплять патриотизм в обществе, развивать либерально-демократические институты в политике и экономике.
Информационными ресурсами партии являются газета "Гражданская солидарность", журнал "Баку Табриз" и сайт www.vhp.az.

## Партийные организации
При партии функционируют 3 крупные социально-политические организации:
- Молодёжная организация ПГС — молодёжное крыло партии, участвует в общественной политической жизни страны в соответствии с собственным Уставом и Уставом ПГС;
- Женский совет — структура, сформированная из женщин-членов партии для защиты интересов женского населения страны;
- Совет старейшин — объединение пожилых членов партии для защиты интересов граждан преклонного возраста. [3]

## Участие в выборах
| Год  | Кандидат             | Полученные голоса    | % от общего числа голосов | Место                | Результат            |
| ---- | -------------------- | -------------------- | ------------------------- | -------------------- | -------------------- |
| 1993 | Не принимала участия | Не принимала участия | Не принимала участия      | Не принимала участия | Не принимала участия |
| 1998 | Не принимала участия | Не принимала участия | Не принимала участия      | Не принимала участия | Не принимала участия |
| 2003 | Сабир Рустамханлы    | 19973                | 0,8%                      | 6                    | Поражение            |
| 2008 | Не принимала участия | Не принимала участия | Не принимала участия      | Не принимала участия | Не принимала участия |
| 2013 | Джамиль Гасанлы      | 204642               | 5,53%                     | 2                    | Поражение            |
| 2018 | Не принимала участия | Не принимала участия | Не принимала участия      | Не принимала участия | Не принимала участия |

| Год  | Полученные мандаты |
| ---- | ------------------ |
| 1995 | 1 из 125           |
| 2000 | 3 из 125           |
| 2005 | 3 из 125           |
| 2010 | 3 из 125           |
| 2015 | 2 из 125           |
| 2020 | 3 из 125           |